# やつし

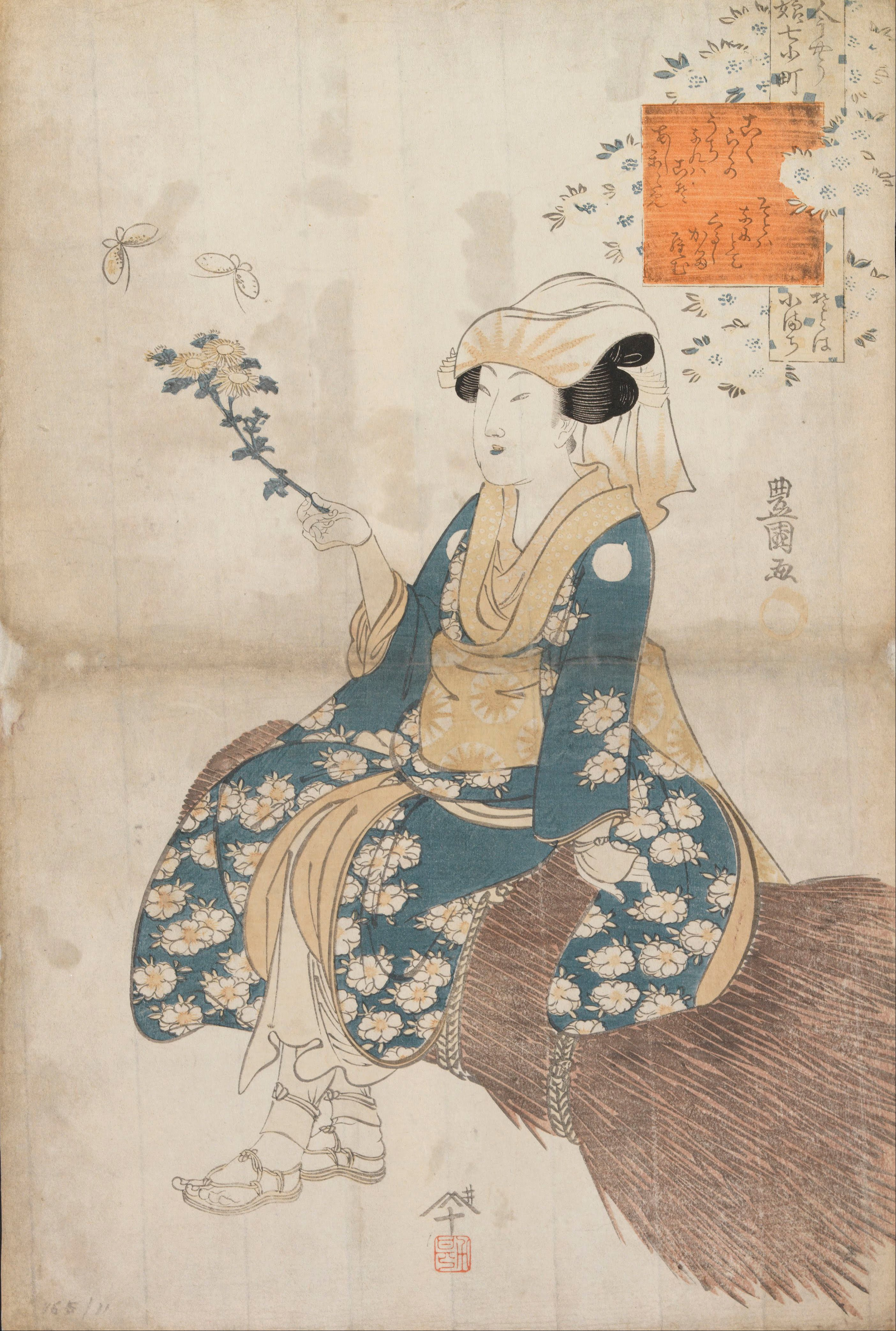
「今やう娘七小町 そとは小まち」初代 歌川豊国画 文化年間後期作。小野小町の卒塔婆小町伝説を当世の娘風俗にやつした作品。

やつしとは、日本の文化の基底にある美意識のひとつであり、日本の芸術の表現方法のひとつである。
「やつし」は、見すぼらしい様にする，姿を変えることを意味する「やつす」が連用形の名詞化したものであり、権威あるもの・神的なものを当世風にすることである。江戸時代中期から上方を中心にやつしの意味が多義化し、次のような場面で用いられるようになった。
- 略す
- 行儀をくずす
- 常と違える
- 姿をみすぼらしく変える
- 擬装する
- 化粧したり、身なりを飾る

これらの構造や趣向は日本の文学・美術・芸能といった文化・芸術の随所に見ることができ、「やつしの美」とも呼ばれる。

## わび・さびと「やつし」
日本では古来から、中国など大陸的な趣向を日本的なものに変化させてきた。外来文化を「やつす」ことは日本の文化の根源的な方法と言える。
茶道では、鎌倉時代に中国渡来の唐物を飾り立てて品評する書院茶事が行われていたが、村田珠光は書院茶の要素を省略し、和物中心の庶民的な数寄屋の茶事を融合したわび茶を編み出した。熊倉功夫は、わび茶の精神は「唐物荘厳の世界」の「もどき」と「やつし」にあると述べている。
俳諧は和歌や連歌を簡略化した、やつしの文学と言える。わびを志向する蕉風俳諧では、茶道と同様の意識的なみすぼらしさや、隠者的な暮らしぶりなどをテーマとした。また、寛文期には歌舞伎のやつし芸の流行を受け、和漢の古典を下敷きにして当世の風俗を詠む趣向も見られる。

## 芸能と「やつし」
浄瑠璃や歌舞伎の演目である『義経千本桜』の平維盛が鮨屋の弥助として世を忍んだように、本来の身分を隠してみすぼらしい姿に零落し苦難や恋愛を乗り越える筋書きが、芸能に見られるやつしである。歌舞伎では和事のなかで、遊里に入れ込んで勘当され身をやつした主人公が中心となる演目をやつし事と呼ぶ。やつし事の演技は、みすぼらしい姿でも身に備わった気品や育ちの良さを失ってはならないとされる。やつしの根底には、貴種流離譚を源とする伝統的心性がある。

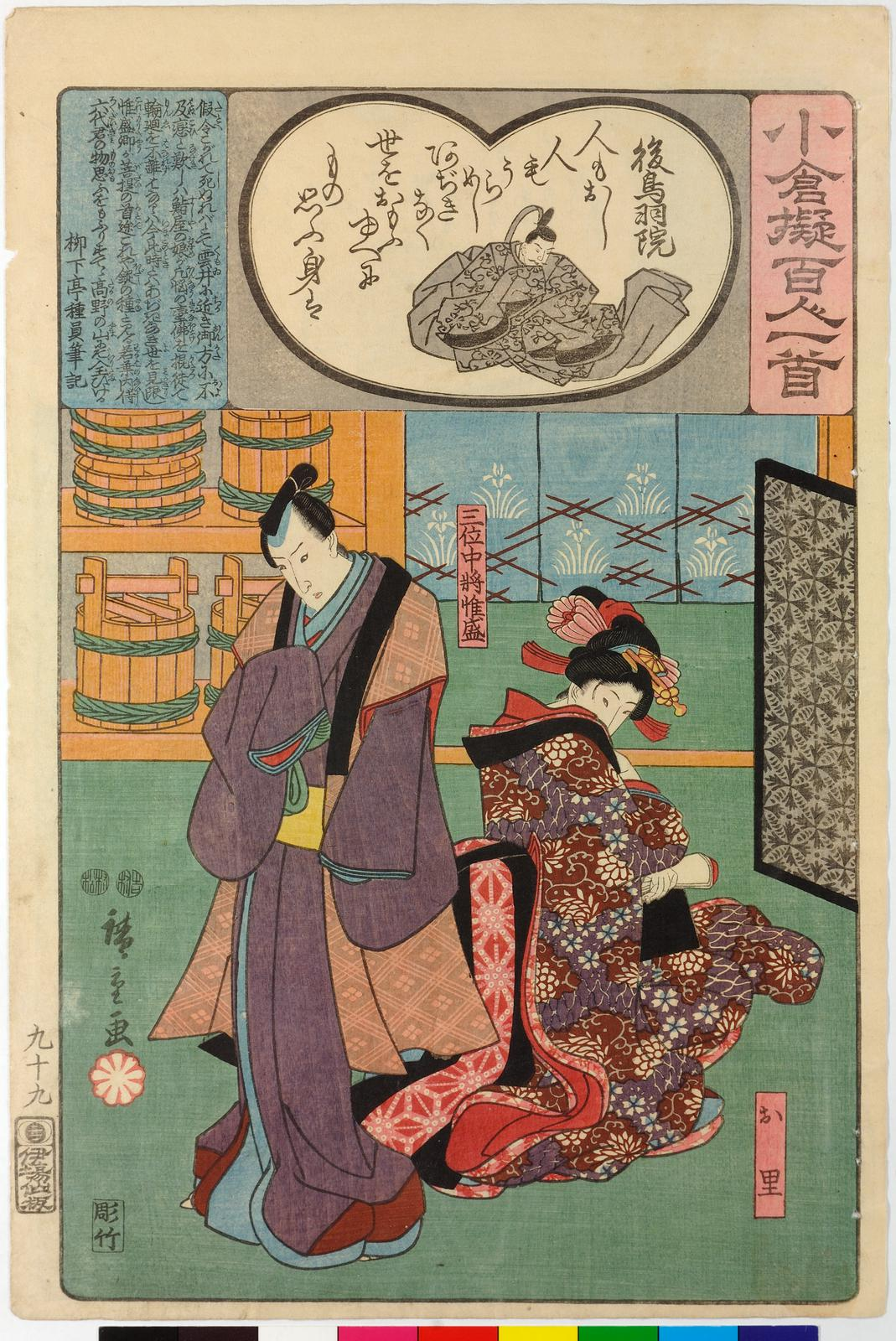
歌川広重「小倉擬百人一首」。小倉百人一首の
後鳥羽院の歌を義経千本桜に見立たもの。弥助との祝言を喜ぶお里をよそに、弥助じつは維盛は、若葉の内侍と六代の事を思う。

また、目的を持って意図的に行われる変装や、隠されていた正体を現す変身もやつしに含まれる。例えば、助六の主人公は侠客に身をやつし敵討ちの機会を狙う曽我五郎である。やつしは、仮体から本体へと戻るときの驚きや喜びを観客と共有する演出である。

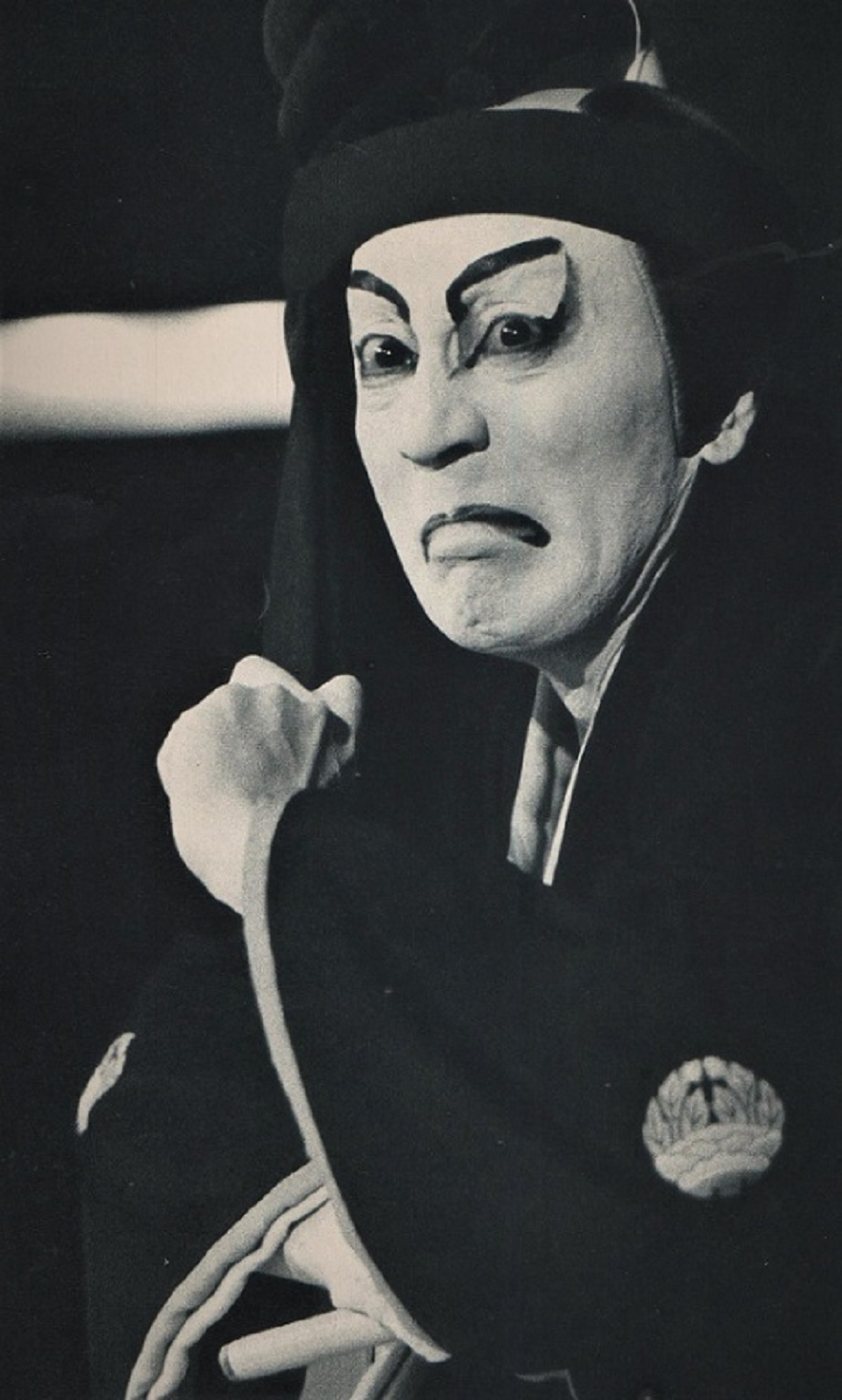
十一代目市川團十郎演じる助六（1966年）

## 浮世絵と「やつし」
浮世絵には画題の中に「やつし」という語が含まれている作品群がある。他に「略」「風流」と付けられるものもあるが、いずれも和漢の古典を当世風にアレンジした人物画である。
近代の浮世絵に関する研究では、やつしと見立てが混用されることがあるが、本来これらは別の概念である。見立てがあるものを別のものを使って表し、連想によって結びつける表現方法であるのに対し、やつしで表現されるものは常に人物に限られ、姿形や設定が変化していても表現したい人物そのものである。例えば、画題に七小町とあれば、江戸時代の町娘の服装をしていても画中の人物を小野小町と見るのがやつしの表現である。

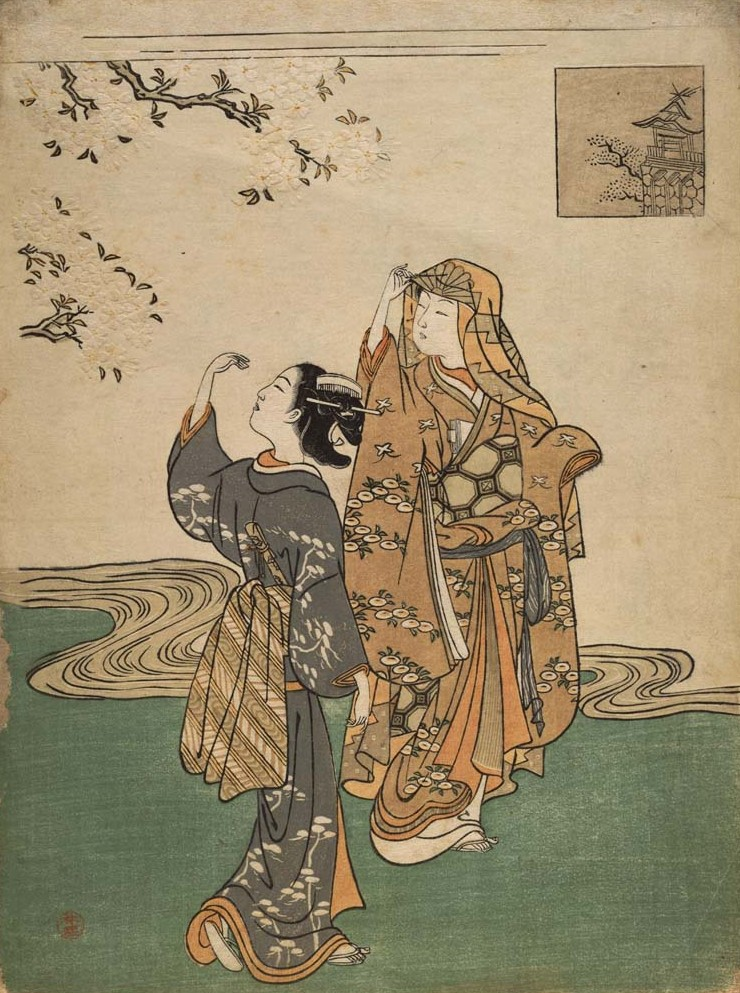
鈴木春信「風流七小町やつししみづ」図：清水寺

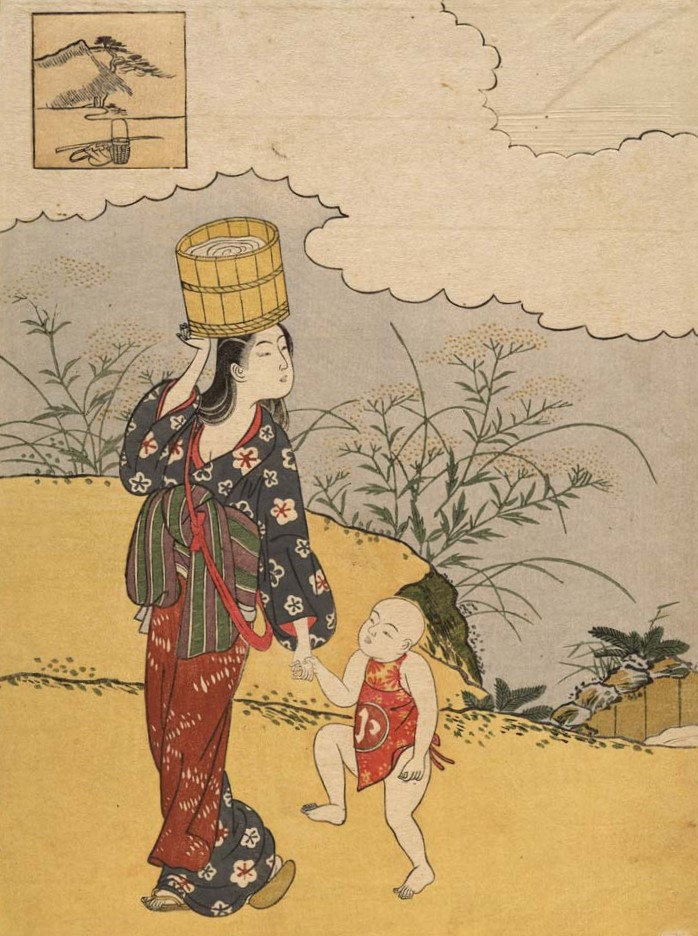
鈴木春信「風流やつし七小町・関寺」